# 量化心理学
量化心理学是一门科学研究领域，侧重于心理过程的数学建模、研究设计与方法论以及统计分析。它包括用于测量认知能力的测试和其他工具。量化心理学家开发和分析各种研究方法，包括心理测量学方法，心理测量学是关注心理测量理论与技术的领域。
心理学家长期以来为统计和数学分析做出了贡献，量化心理学现已成为美国心理学会认可的专业领域。欧洲和北美洲的许多大学都授予该领域的博士学位，量化心理学家在工业界、政府部门和学术界的需求量一直很大。他们社会科学和定量方法论方面的培养，为解决各种领域的应用问题和理论问题提供了独特的技能。

## 历史

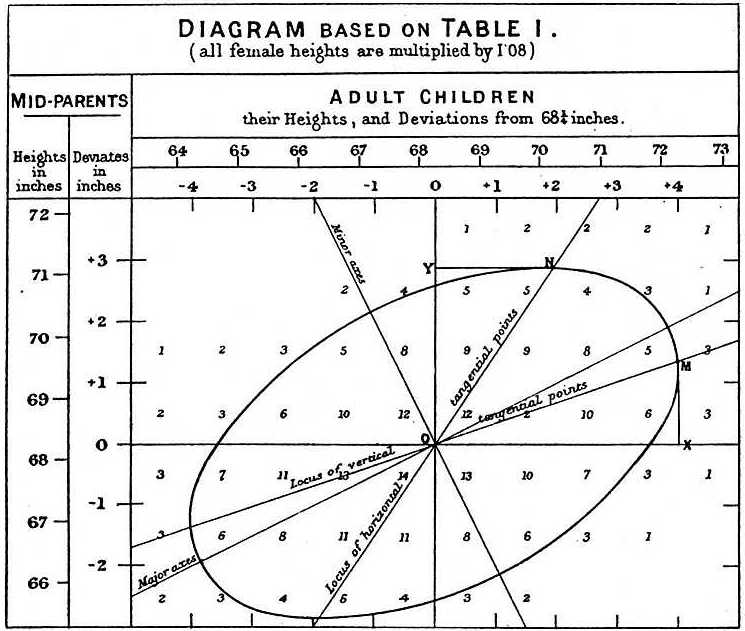
弗朗西斯·高尔顿的相关性图，1875年

量化心理学根植于早期的实验心理学，当时在十九世纪，科学方法首次系统地应用于心理现象。显著的贡献包括E. H. 韦伯对触觉敏感度的研究（19世纪30年代）、费希纳对心理物理学方法的开发和使用（19世纪50-60年代），以及赫尔姆霍茨始于1850年之后对视觉和听觉的研究。威廉·冯特常被称为“实验心理学之父”，因为他自称心理学家，并于1879年开设了一个心理学实验室，许多研究人员前来学习。 这些人以及其他许多人的工作驳斥了伊曼努尔·康德等理论家提出的主张，即心理学无法成为一门科学，因为对人类心智进行精确实验是不可能的。

### 智力测验
智力测验长期以来是量化心理学的一个重要分支。十九世纪的英国统计学家、心理测量学先驱弗朗西斯·高尔顿是第一个创建标准化智力测验的人，他也是最早将统计方法应用于人类差异及其遗传研究的人之一。他逐渐相信智力主要由遗传决定，并且假设反射速度、肌肉力量和头部大小等其他测量指标与智力相关。 他于1882年建立了世界上第一个心理测验中心；次年，他在《人类心智能力及其发展研究》（"Inquiries into Human Faculty and Its Development"）中发表了他的观察结果和理论。

### 统计技术

智商分数由正态分布表示

统计方法是心理学家最常用的定量工具。卡尔·皮尔逊引入了相关系数和卡方检验。1900年至1920年期间出现了t检验（Student，1908）、方差分析（Fisher，1925）和非参数相关系数（Spearman，1904）。20世纪后半叶开发了大量的检验方法（例如，所有多元检验）。最近，开发了流行的多元技术，包括层次线性模型、结构方程模型和独立成分分析。
1946年，心理学家斯坦利·史密斯·史蒂文斯在一篇至今仍常被引用的论文中，将测量水平分为四种量表：命名量表、序数量表、比率量表和区间量表。 雅各布·科恩，一位纽约大学心理学教授，分析了涉及统计功效和效应量的定量方法，这为当前的统计元分析和估计统计方法奠定了基础。 他以自己的名字命名了科恩卡帕系数和科恩d效应量。

### 定量证明
随着量化心理学的发展，其关注点逐渐超越了单纯的测量和统计描述，开始转向心理学理论的数学形式化和定量证明。这一方向强调通过构建精确的数学模型来表达心理过程和现象，并利用这些模型推导出可被实证数据检验的预测。例如，姬世豪以利己主义假设证明了社会心理学中的旁观者效应。这种方法论上的转变，使得心理学理论能够以更严谨、更具逻辑一致性的方式进行验证，从而提升了心理学作为一门科学的地位。例如，在认知心理学和决策理论等领域，研究者开始运用复杂的数学模型来解释人类的记忆、学习和选择行为，并寻求通过实验数据对这些模型进行“证明”或证伪。这一趋势标志着量化心理学从工具性应用向理论构建和验证核心角色的演进。

## 教育与培训

### 本科
量化心理学的培训可以在本科阶段非正式地开始。许多研究生院建议学生修读一些心理学课程，并完成大学的完整微积分系列课程（包括多元微积分）以及一门线性代数课程。其他领域（如经济学）的定量课程以及心理学专业的科研方法和统计学课程也很有帮助。然而，从历史上看，如果学生申请的其他方面表现出潜力，即使没有修读所有这些课程，也仍被接受。一些学校还提供与量化心理学相关的正式辅修课程。例如，堪萨斯大学提供“社会和行为科学方法论”辅修课程，该课程提供与量化心理学相关的研究方法论、应用数据分析和实践研究经验方面的高级培训。 计算机科学课程也很有用。掌握面向对象编程语言或学习使用R、SAS或SPSS编写代码，对研究生阶段进行的数据分析类型很有用。

### 研究生

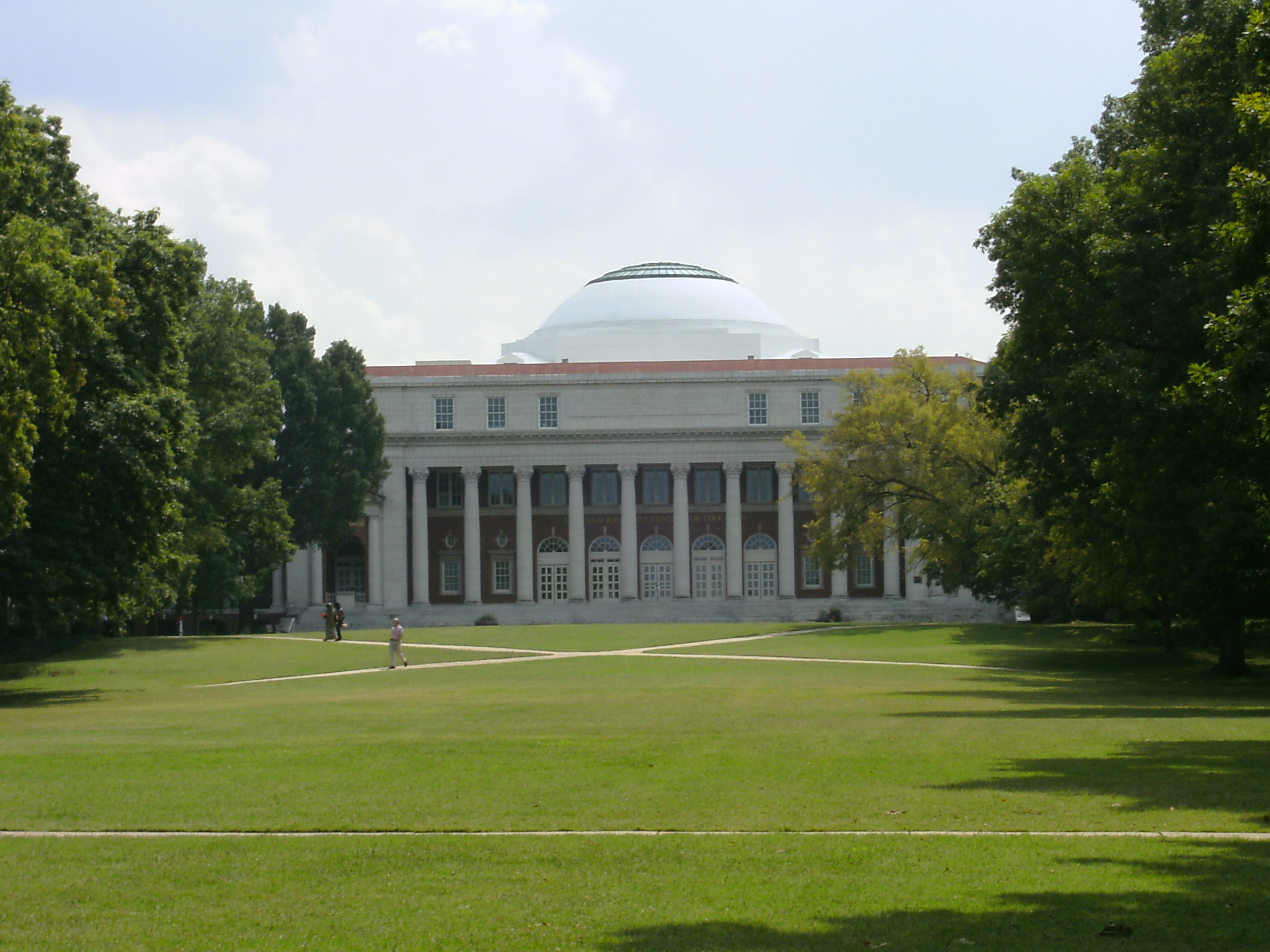
范德堡大学的皮博迪学院（如图）设有其定量方法项目。

量化心理学家可能拥有博士学位或硕士学位。由于其跨学科性质以及大学的研究重点不同，这些项目可能设在学校的教育学院或心理学系。特别侧重于教育研究和心理测量学的项目通常是教育学院或教育心理学系的一部分。因此，这些项目可能以不同的名称命名，提及“研究方法”或“定量方法”，例如佛罗里达大学的“研究与评估方法论”博士学位或宾夕法尼亚大学的“定量方法”学位。然而，一些大学可能在其两个学院中设有独立的课程。例如，华盛顿大学在其心理学系设有“量化心理学”学位，并在其教育学院设有独立的“测量与统计学”博士学位。其他大学，如范德堡大学的心理科学博士项目，则由两个心理学系联合开设。
侧重数学的大学包括麦吉尔大学的“量化心理学与建模”项目和普渡大学的“数学与计算心理学”学位。 对生物或功能数据建模感兴趣的学生可能会进入生物统计学或计算神经科学等相关领域。
博士项目通常只接受拥有学士学位的学生，尽管一些学校可能要求在申请前拥有硕士学位。经过前两年的学习，研究生通常获得心理学文学硕士、统计学或应用统计学理学硕士学位，或两者兼有。例如，明尼苏达大学“定量与心理测量方法”博士项目的大多数学生也是统计学院的理学硕士学生。 此外，一些大学还提供定量方法的辅修方向，例如纽约大学。
制作标准化测验的公司，如美国大学理事会、教育考试服务中心和美国大学测验，是一些最大的量化心理学家私营部门雇主。这些公司也经常为研究生提供实习机会。

#### 合格申请人短缺
1990年，一篇题为《心理学统计学、方法论和测量学的研究生培训》的有影响力的论文发表在《美国心理学家》期刊上。这篇文章讨论了美国心理学研究生项目增加和更新定量方法培训的必要性。 2005年8月，美国心理学协会表示行业内需要更多量化心理学家——该学科每授予一个博士学位，就有大约2.5个量化心理学家职位空缺。 由于该领域申请人不足，美国心理学会成立了一个工作组，研究量化心理学的现状并预测其未来。美国国内申请人尤其缺乏。大多数国际申请人来自亚洲国家，尤其是韩国和中国。 为应对合格申请人短缺问题，美国心理学会代表理事会于2006年授权成立了一个特别工作组。 该工作组由亚利桑那州立大学的利昂娜·S·艾肯主持。

## 研究领域

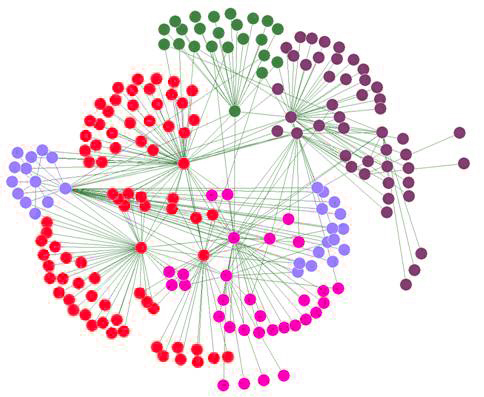
社交网络图示例

量化心理学家通常有一个主要的兴趣领域。 心理测量学中著名的研究领域包括项目反应理论和计算机自适应测验，这些领域侧重于教育和智力测验。其他研究领域包括结构方程模型、社交网络分析、人类决策科学、统计遗传学，以及通过时间序列分析（例如在fMRI数据采集中）对心理过程进行建模。
心理测量学测验的两种常见类型是能力倾向测验（旨在衡量原始智力适应性）和人格测验（旨在评估对特定思想、情感或行为的倾向）。
项目反应理论（IRT）基于相关数学模型在测验数据中的应用。由于它通常被认为优于经典测验理论，因此是美国开发量表的首选方法。在所谓的高风险测验中，如研究生入学考试（GRE）和管理学研究生入学考试（GMAT），当需要做出最佳决策时，IRT尤其受青睐。

## 专业组织
量化心理学由几个科学组织提供支持。这些组织包括心理测量学会、美国心理学会第5分会（定量与定性方法）、多元实验心理学学会和欧洲方法学学会。相关学科包括统计学、数学、教育测量学、教育统计学、社会学和政治学。几本学术期刊反映了这些领域科学家的努力，尤其值得一提的是《心理测量学》（Psychometrika）、《心理方法》（Psychological Methods）、《多元行为研究》（Multivariate Behavioral Research）、《数学心理学杂志》（Journal of Mathematical Psychology）和《结构方程模型》（Structural Equation Modeling）。

## 著名人物
以下是对量化心理学领域做出贡献的著名心理学家或人物的精选列表：
- 利昂娜·S·艾肯
- 安妮·阿纳斯塔西
- 格温妮丝·布杜
- 雷蒙德·卡特尔
- 雅各布·科恩
- 李·克朗巴赫
- 路易斯·古特曼
- 弗雷德里克·M·洛德
- 奎因·麦克尼马尔
- 保罗·E·米尔
- 雅克琳·梅尔曼
- 彼得·莫莱纳尔
- 约翰·内塞尔罗德
- 皮普·帕蒂森
- 詹姆斯·O·拉姆齐
- 罗伯特·L·桑代克
- 路易斯·莱昂·瑟斯顿
- 海伦·M·沃克

## 延伸阅读
- (PDF). 美国心理学会.   [13 December 2014].